# Stolonica vesicularis
Stolonica vesicularis är en sjöpungsart som beskrevs av Van Name 1918. Stolonica vesicularis ingår i släktet Stolonica och familjen Styelidae. Inga underarter finns listade i Catalogue of Life.